# مغز به مثابه یک سیستم
مغز خودآگاه یا مغز به مثابه یک سیستم (به انگلیسی: The Conscious Brain) کتابی از استیون رز است.

## نقد
این کتاب در نشریه چشم‌اندازهای زیست‌شناسی و پزشکی نقد شده‌است.

## ترجمهٔ فارسی
این کتاب با ترجمهٔ احمد محیط و ابراهیم رف رف در سال ۱۳۶۸ منتشر و در مراسم کتاب سال جمهوری اسلامی ایران به‌عنوان کتاب شایسته تقدیر معرفی شد.